# Missões diplomáticas das Filipinas

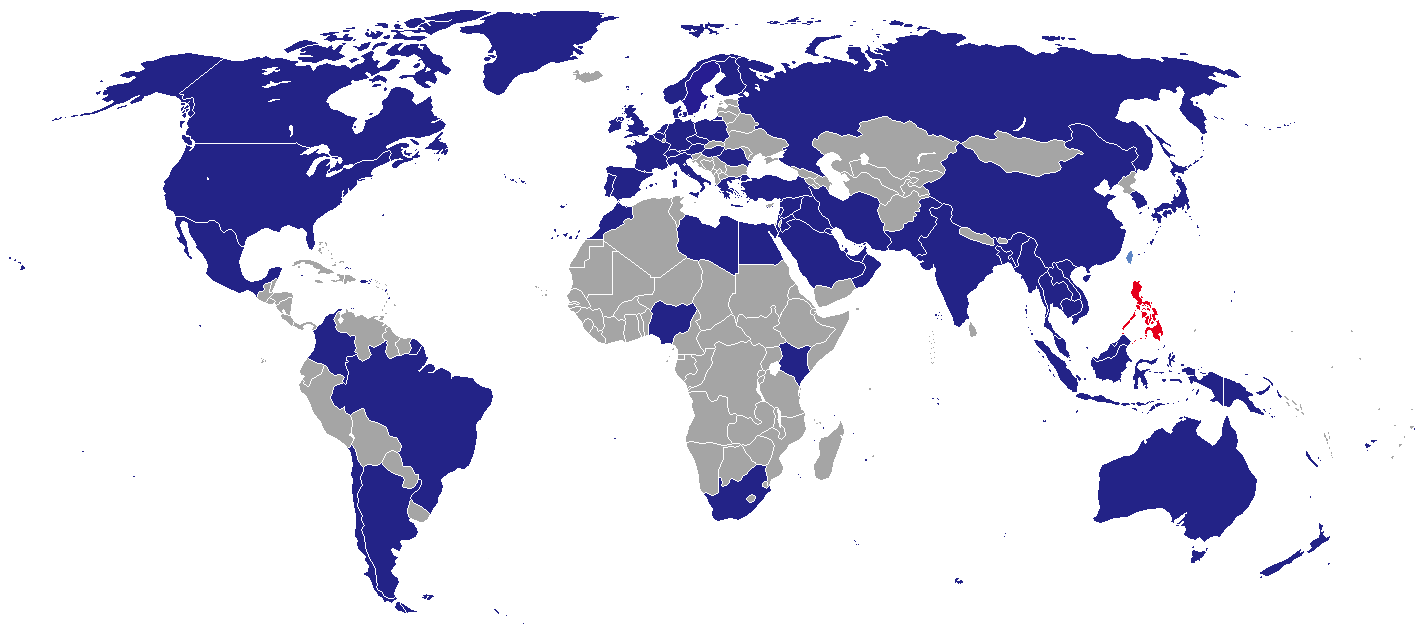
Mapa das missões diplomáticas das Filipinas.

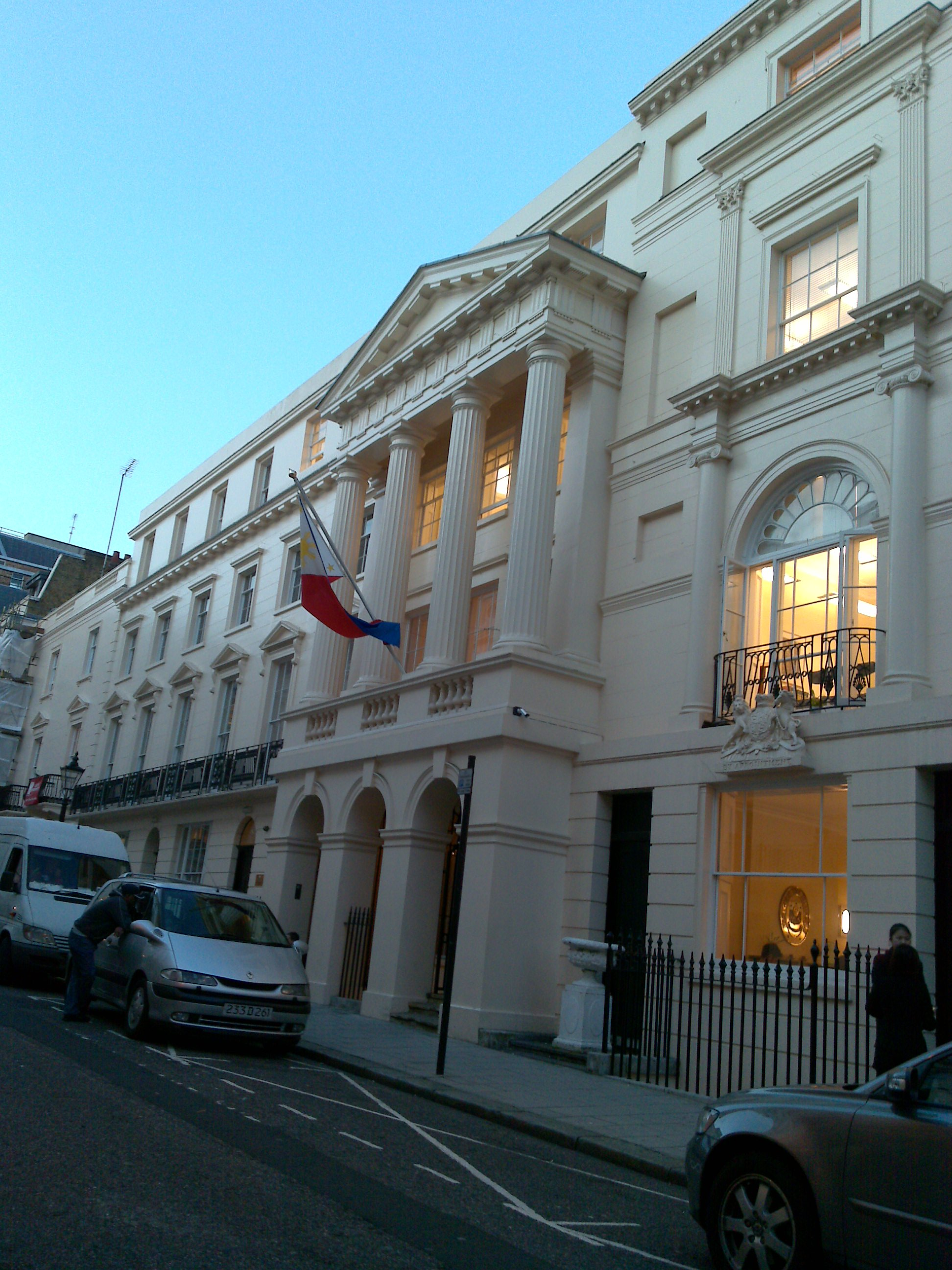
Embaixada das Filipinas em Londres.

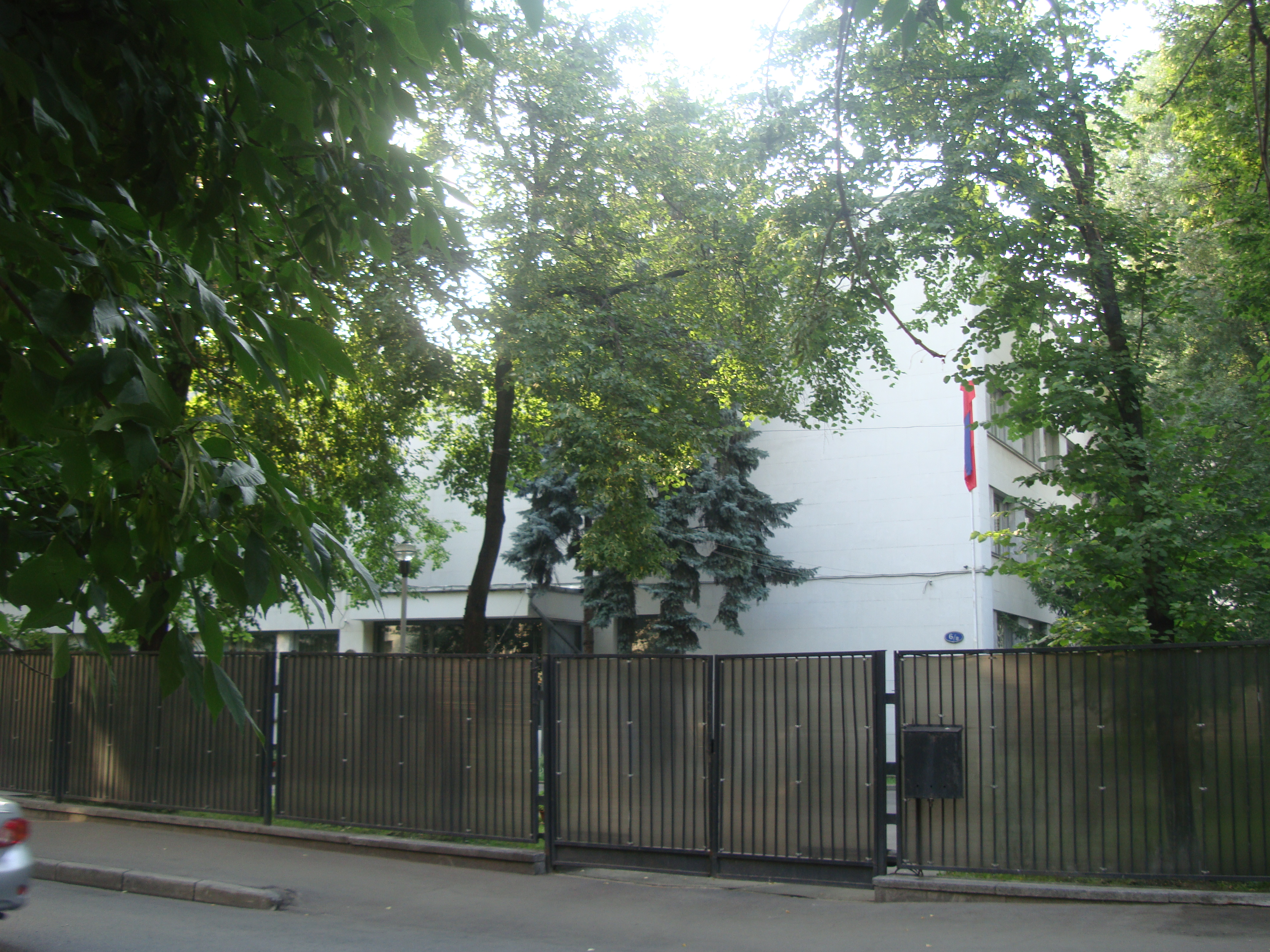
Embaixada das Filipinas em Moscou.

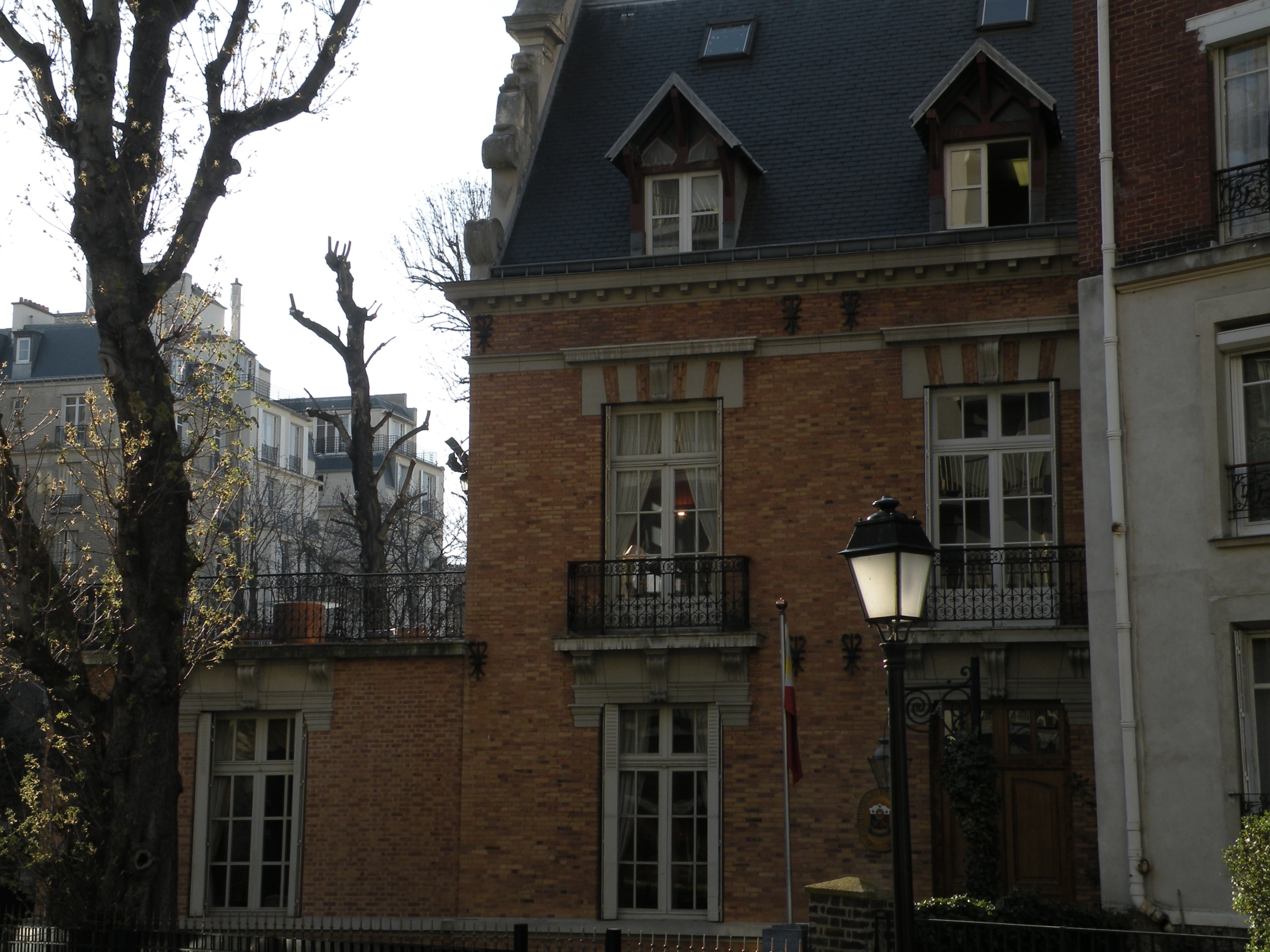
Embaixada das Filipinas em Paris.

Abaixo se encontram as embaixadas e consulados das Filipinas:

## Europa
- Alemanha
  - Berlim (Embaixada)
  - Frankfurt (Consulado-Geral)
  - Hamburgo (Consulado-Geral)
- Áustria
  - Viena (Embaixada)
- Bélgica
  - Bruxelas (Embaixada)
- Espanha
  - Madrid (Embaixada)
  - Barcelona (Consulado-Geral)
- Finlândia
  - Helsinque (Embaixada)
- França
  - Paris (Embaixada)
- Grécia
  - Atenas (Embaixada)
- Hungria
  - Budapeste (Embaixada)
- Irlanda
  - Dublin (Embaixada)
- Itália
  - Roma (Embaixada)
  - Milão (Consulado-Geral)
- Noruega
  - Oslo (Embaixada)
- Países Baixos
  - Haia (Embaixada)
- Polónia
  - Varsóvia (Embaixada)
- Portugal
  - Lisboa (Embaixada)
- Reino Unido
  - Londres (Embaixada)
- Chéquia
  - Praga (Embaixada)
- Roménia
  - Bucareste (Embaixada)
- Rússia
  - Moscou (Embaixada)
- Vaticano
  - Vaticano (Embaixada)
- Suécia
  - Estocolmo (Embaixada)
- Suíça 
  - Berna (Embaixada)

## América
- Argentina
  - Buenos Aires (Embaixada)
- Brasil
  - Brasília (Embaixada)
- Canadá
  - Ottawa (Embaixada)
  - Toronto (Consualdo-Geral)
  - Vancouver (Consulado-Geral)
- Chile
  - Santiago (Embaixada)
- Cuba
  - Havana (Embaixada)
- Estados Unidos
  - Washington, D.C. (Embaixada)
  - Hagåtña, Guam (Consulado-Geral)
  - Chicago (Consulado-Geral)
  - Honolulu (Consulado-Geral)
  - Los Angeles (Consulado-Geral)
  - Nova Iorque (Consulado-Geral)

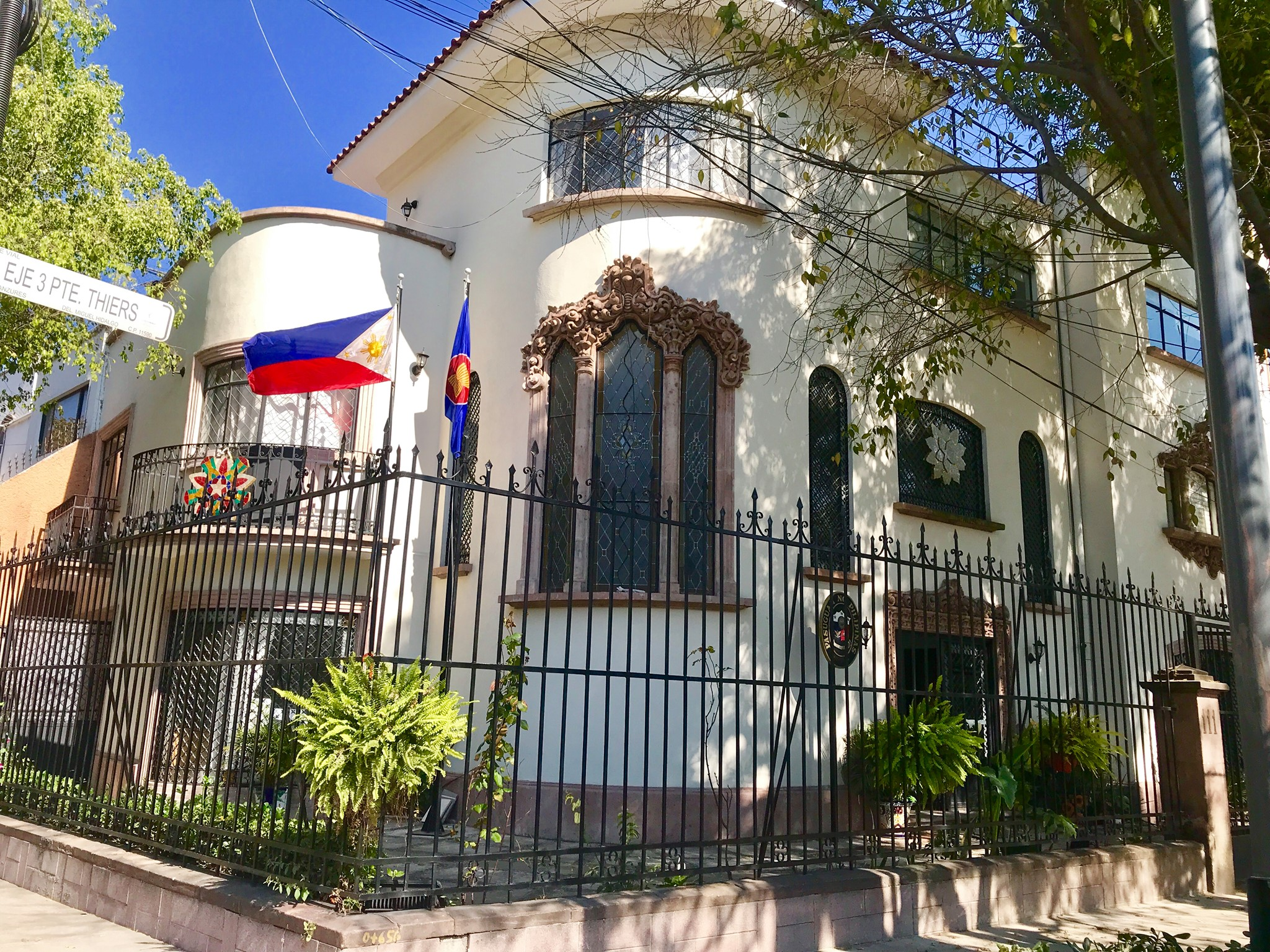
Embaixada das Filipinas em Cidade do México

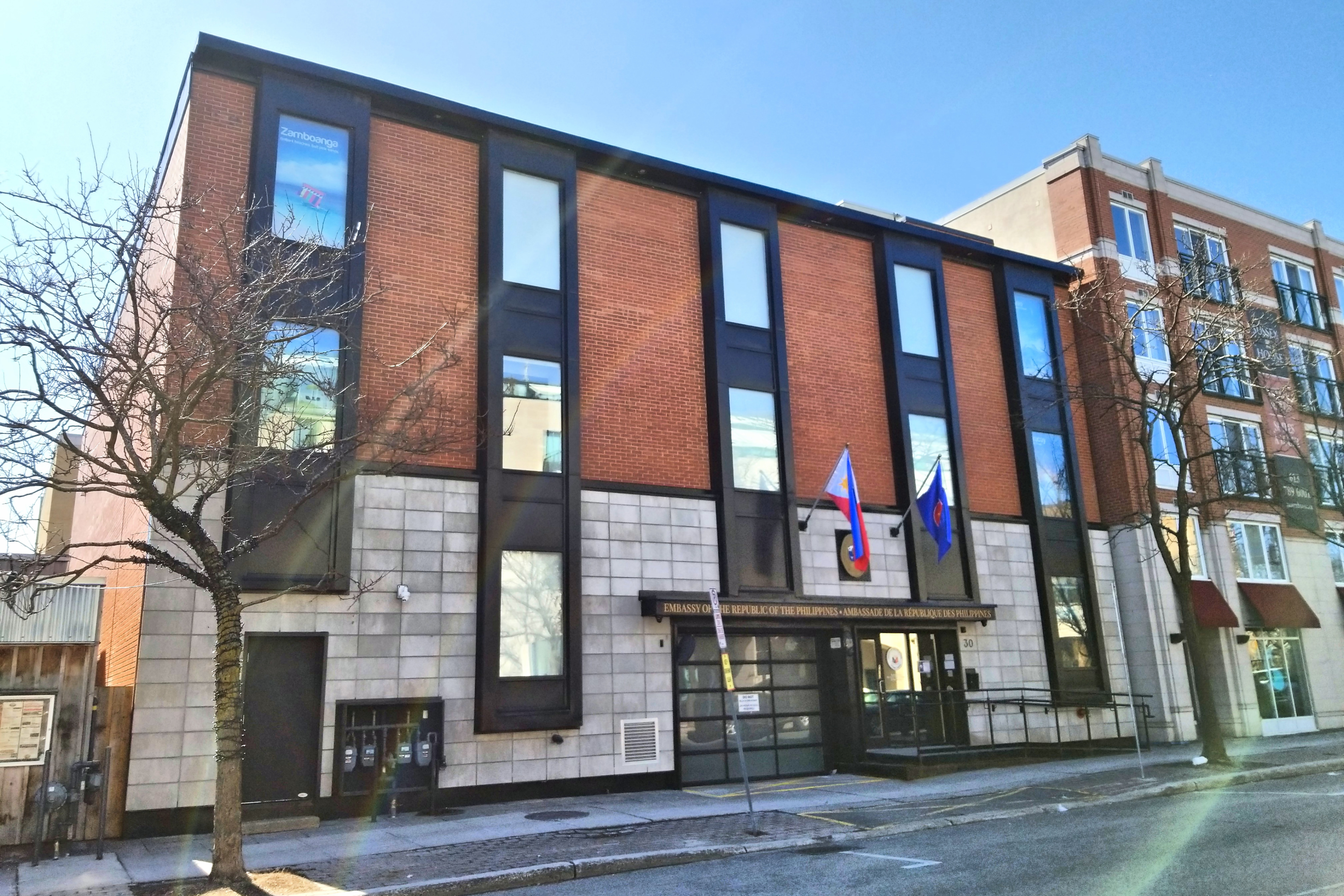
Embaixada das Filipinas em Ottawa

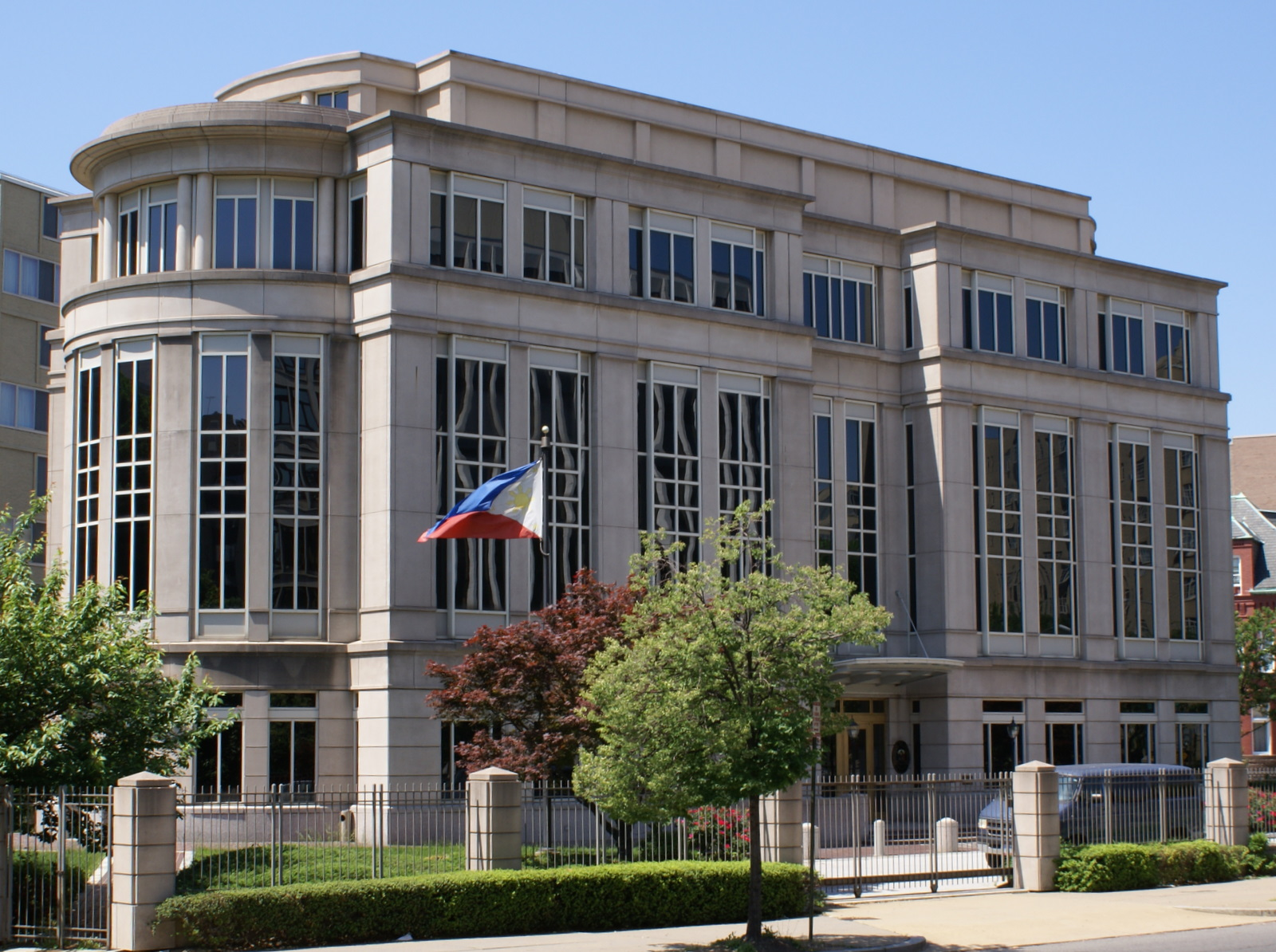
Embaixada das Filipinas em Washington, D.C.

  - Saipan, Marianas Setentrionais (Consulado-Geral)
  - São Francisco (Consulado-Geral)
- México
  - Cidade do México (Embaixada)
- Venezuela
  - Caracas (Embaixada)

## Oriente Médio
- Arábia Saudita
  - Riade (Embaixada)
  - Jidá (Consulado-Geral)
- Bahrein
  - Manama (Embaixada)
- Emirados Árabes Unidos
  - Abu Dhabi (Embaixada)
  - Dubai (Consulado-Geral)
- Irão
  - Teerã (Embaixada)
- Iraque
  - Bagdá (Embaixada)
- Israel
  - Tel Aviv (Embaixada)
- Jordânia
  - Amã (Embaixada)
- Kuwait
  - Kuwait (Embaixada)
- Líbano
  - Beirute (Embaixada)
- Omã
  - Mascate (Embaixada)
- Catar
  - Doha (Embaixada)
- Síria
  - Damasco (Embaixada)
- Turquia
  - Ancara (Embaixada)

## África
- Egito
  - Cairo (Embaixada)
- Quênia
  - Nairóbi (Embaixada)
- Líbia
  - Trípoli (Embaixada)
- Nigéria
  - Abuja (Embaixada)
- África do Sul
  - Pretória (Embaixada)

## Ásia
- Bangladesh
  - Daca (Embaixada)
- Brunei
  - Bandar Seri Begawan (Embaixada)
- Camboja
  - Phnom Penh (Embaixada)
- China
  - Pequim (Embaixada)
  - Cantão (Consulado-Geral)
  - Hong Kong (Consulado-Geral)
  - Macau (Consulado-Geral)
  - Xangai (Consulado-Geral)
  - Xiamen (Consulado-Geral)
- Coreia do Sul
  - Seul (Embaixada)
- Índia
  - Nova Deli (Embaixada)
- Indonésia
  - Jacarta (Embaixada)
  - Manado (Consulado-Geral)
- Japão
  - Tóquio (Embaixada)
  - Osaka (Consulado-Geral)
- Laos
  - Vienciana (Embaixada)
- Malásia
  - Kuala Lumpur (Embaixada)
- Myanmar
  - Yangon (Embaixada)
- Paquistão
  - Islamabad (Embaixada)
- Singapura
  - Singapura (Embaixada)
- Tailândia
  - Banguecoque (Embaixada)
- Taiwan
  - Taipei (Centro Cultural)
  - Kaohsiung (Centro Cultural)
- Timor-Leste
  - Díli (Embaixada)
- Vietname
  - Hanói (Embaixada)

## Oceania
- Austrália
  - Camberra (Embaixada)
  - Sydney (Consulado-Geral)
- Nova Zelândia
  - Wellington (Embaixada)
- Palau
  - Melequeoque (Embaixada)
- Papua-Nova Guiné
  - Port Moresby (Embaixada)

## Organizações Multilaterais
- - Bruxelas (Missão Permanente das Filipinas ante a União Europeia)
  - Genebra (Missão Permanente das Filipinas ante as Nações Unidas e outras organizações internacionais)
  - Nairóbi (Missão Permanente das Filipinas ante as Nações Unidas e outras organizações internacionais)
  - Nova Iorque (Missão Permanente das Filipinas ante as Nações Unidas)
  - Paris (Missão Permanente das Filipinas ante a Unesco)
  - Roma (Missão Permanente das Filipinas ante a Organização das Nações Unidas para Agricultura e Alimentação)
  - Viena (Missão Permanente das Filipinas ante as Nações Unidas)
  - Jacarta (Missão Permanente das Filipinas ante a Associação de Nações do Sudeste Asiático)